# Theo Westerhout
Theodorus Johan (Theo) Westerhout (Utrecht, 19 maart 1922 - Vlissingen, 3 februari 1987) was een Nederlands politicus.
Westerhout was een PvdA-bestuurder uit Zeeland met veel activiteiten op sociaal-cultureel terrein. Hij was de zoon van een Utrechtse steenfabrikant. Na zijn studie was hij werkzaam als planoloog en gemeentebestuurder in Middelburg. In 1956 werd hij Tweede Kamerlid voor de PvdA, die zich vooral met ruimtelijke ordening bezighield en daarnaast opkwam voor specifiek Zeeuwse belangen. Als staatssecretaris van Binnenlandse Zaken in het kabinet-Cals bereidde hij een reeks gemeentelijke herindelingen voor, die zijn opvolgers in het Staatsblad brachten. Later, na nog een korte periode in de Kamer, werd hij burgemeester van Wageningen en Vlissingen.
- Biografisch Portaal: 47233466
- International Standard Name Identifier: 0000 0003 8837 8157
- Nederlandse Thesaurus van Auteursnamen: 071577947
- Parlement.com: vg09llcx06yc
- Virtual International Authority File: 281563798
- WorldCat: E39PBJbWyqRBHMxtbkq3YqqCwC